# Lliga catalana de bàsquet femenina 2018-2019
La XXX Lliga Nacional Catalana Femenina 2018 fou la trentena edició de la Lliga catalana de bàsquet. La competició se celebrà entre el 3 i 7 d'octubre de 2018. Hi participaren l'Spar Citylift Girona, vigent campió, el Cadí la Seu i l'Snatt's Femení Sant Adrià.
Es proclamà campió l'Spar Citylift Girona, que guanyà el seu setè títol, igualant el rècord històric de l'Universitari de Barcelona. Individualment, destacà l'actuació de la base catalana Rosó Buch amb 15 punts, 6 rebots i 21 de valoració, que fou escollida MVP de la final.

## Quadre de competició
|  | Eliminatòria prèvia       | Eliminatòria prèvia |                                      |    | Final | Final |
|  |                           |                     |                                      |    |       |       |
|  |                           |                     |                                      |    |       |       |
|  |                           |                     |                                      |    |       |       |
|  |                           |                     |                                      |    |       |       |
|  | 7 d'octubre · Girona      |                     |                                      |    |       |       |
|  |                           |                     |                                      |    |       |       |
|  | Spar Citylift Girona      | 89                  |                                      |    |       |       |
|  | Spar Citylift Girona      | 89                  | 3 d'octubre · Sta. Coloma de Queralt |    |       |       |
|  |                           |                     | Cadí la Seu                          | 63 |       |       |
|  | Cadí la Seu               | 63                  | Cadí la Seu                          | 63 |       |       |
|  | Cadí la Seu               | 63                  |                                      |    |       |       |
|  | Snatt's Femení Sant Adrià | 62                  |                                      |    |       |       |
|  | Snatt's Femení Sant Adrià | 62                  |                                      |    |       |       |

## Eliminatòria prèvia
El Cadí la Seu i l'Snatt's Femení Sant Adrià disputaren el partit d'eliminatòria prèvia el 3 d'octubre al Pavelló Municipal de Santa Coloma de Queralt. Guanyà l'equip alturgellenc per 63 a 62 amb un triple decisiu d'Andrea Vilaró a tres segons del final i es classificà per disputar la seva onzena final.
| En negreta = Equip guanyador Pts = Punts Rebs = Rebots Assis = Assistències Val = Valoració Nota: Noms dels equips segons l'època |

| 3 d'octubre de 2018 Acta | Cadí la Seu                                                   | 63–62 | Snatt's Femení Sant Adrià                                              | Pavelló Municipal de Santa Coloma de Queralt Àrbitres: José Antonio Pagan, José Vázquez, Martí Chiva |
| 3 d'octubre de 2018 Acta | Resultats per quarts: 15-14, 6-17, 22-19, 20-12               |       |                                                                        | Pavelló Municipal de Santa Coloma de Queralt Àrbitres: José Antonio Pagan, José Vázquez, Martí Chiva |
| 3 d'octubre de 2018 Acta | Pts: Kraker 16 Rebs: Vilaró 7 Assist: Kraker 3 Val: Kraker 15 |       | Pts: Coulibaly 15 Rebs: Coulibaly 16 Assist: Ayuso 4 Val: Coulibaly 30 | Pavelló Municipal de Santa Coloma de Queralt Àrbitres: José Antonio Pagan, José Vázquez, Martí Chiva |

## Final
L'Spar Citylift Girona i el Cadí la Seu disputaren la seva novena final consecutiva el 7 d'octubre al Pavelló Municipal Girona-Fontajau. S'imposà el club gironí a l'alturgellenc per 89 a 63, que aconseguí el seu setè títol de lliga.
| 7 d'octubre de 2018 Acta | Spar Citylift Girona                                                          | 89–63 | Cadí la Seu                                                                  | Pavelló Municipal Girona-Fontajau Assistència: 3.000 espectadors Àrbitres: Víctor Mas Cagide, Antoni Zamora i Josep Maria Olivares |
| 7 d'octubre de 2018 Acta | Resultats per quarts: 12-20, 22-17, 22-13, 28-13                              |       |                                                                              | Pavelló Municipal Girona-Fontajau Assistència: 3.000 espectadors Àrbitres: Víctor Mas Cagide, Antoni Zamora i Josep Maria Olivares |
| 7 d'octubre de 2018 Acta | Pts: Martínez 17 Rebs: Reisingerova 10 Assist: Palau 9 Val: Martínez, Buch 21 |       | Pts: Kraker 12 Rebs: Etxarri, Vilaró, Bahí 5 Assist: Vilaró 6 Val: Vilaró 17 | Pavelló Municipal Girona-Fontajau Assistència: 3.000 espectadors Àrbitres: Víctor Mas Cagide, Antoni Zamora i Josep Maria Olivares |

| Spar Citylift Girona | Cadí la Seu |

| #          | Jugadora           | Pts | Rbs. | Ass. | Val. |
| ---------- | ------------------ | --- | ---- | ---- | ---- |
| 1          | Núria Martínez     | 17  | 5    | 6    | 21   |
| 3          | Laia Palau         | 5   | 3    | 9    | 15   |
| 6          | Rosó Buch          | 15  | 6    | 4    | 21   |
| 10         | Bea Sánchez        | 11  | 3    | 0    | 5    |
| 11         | Aina Martín        | 0   | 0    | 0    | 0    |
| 14         | Shay Murphy        | 7   | 4    | 0    | 10   |
| 16         | Helena Oma         | 5   | 8    | 1    | 11   |
| 24         | Keisha Hampton     | 14  | 1    | 1    | 8    |
| 27         | Fatou Cissé        | 0   | 1    | 0    | 1    |
| 31         | Nádia Colhado      | 8   | 5    | 0    | 5    |
| 44         | Julia Reisingerova | 7   | 10   | 2    | 15   |
| Total      | Total              | 89  | 46   | 23   | 112  |
| Entrenador |                    |     |      |      |      |
| Eric Surís |                    |     |      |      |      |

| Campió de la Lliga Catalana 2018-2019 |
| ------------------------------------- |
| Spar Citylift Girona Setè títol       |
| MVP                                   |
| Rosó Buch                             |

| #            | Jugadora           | Pts | Rbs. | Ass. | Val. |
| ------------ | ------------------ | --- | ---- | ---- | ---- |
| 2            | Mehryn Kraker      | 12  | 4    | 4    | 11   |
| 4            | Zuzanna Sklepowicz | 0   | 1    | 0    | 0    |
| 7            | Anna Palma         | 0   | 0    | 0    | -1   |
| 8            | Irati Etxarri      | 11  | 5    | 0    | 11   |
| 10           | Yurena Díaz        | 9   | 2    | 1    | 9    |
| 11           | Ariadna Pujol      | 2   | 1    | 1    | 1    |
| 13           | Andrea Vilaró      | 10  | 5    | 6    | 17   |
| 14           | Georgina Bahí      | 9   | 5    | 4    | 14   |
| 21           | Anniina Aijanen    | 4   | 3    | 0    | 3    |
| 27           | Shereesha Richards |     |      |      |      |
| 99           | Merritt Hempe      | 6   | 3    | 0    | -1   |
| Total        | Total              | 63  | 29   | 16   | 64   |
| Entrenador   |                    |     |      |      |      |
| Bernat Canut |                    |     |      |      |      |